# Boréas, Fulguris et Démétéros
Boréas, Fulguris et Démétéros, parfois désignés ensemble comme les génies légendaires, sont trois espèces de Pokémon. Ils constituent un trio de Pokémon légendaires de la cinquième génération.

## Création
Propriété de Nintendo, la franchise Pokémon est apparue au Japon en 1996 avec les jeux vidéo Pocket Monsters Vert et Pocket Monsters Rouge. Son concept de base est la capture et l'entraînement de créatures appelées Pokémon, afin de leur faire affronter ceux d'autres dresseurs de Pokémon. Chaque Pokémon possède un ou deux types – tels que l'eau, le feu ou la plante – qui déterminent ses faiblesses et ses résistances au combat. En s'entraînant, ils apprennent de nouvelles attaques et peuvent évoluer en un autre Pokémon.
Dans Pokémon Noir 2 et Blanc 2, ces Pokémon peuvent avoir une nouvelle forme, appelée forme totémique.
Ces Pokémon sont inspirés des kamis, les divinités du Shintoïsme, Fūjin, Raijin, and Inari. Dans leur forme totémique, ils évoquent trois des quatre créatures du zodiaque chinois : l'Oiseau vermillon du Sud, le Dragon Azur de l'Est et le Tigre blanc de l'ouest.

## Apparitions

### Jeux vidéo
Boréas, Fulguris et Démétéros apparaissent dans série de jeux vidéo Pokémon. D'abord en japonais, puis traduits en plusieurs autres langues, ces jeux ont été vendus à plus de 200 millions d'exemplaires à travers le monde.

### Série télévisée et films
La série télévisée Pokémon et les films qui en sont issus narrent les aventures d'un jeune dresseur de Pokémon du nom de Sacha, qui voyage à travers le monde pour affronter d'autres dresseurs ; l'intrigue est souvent distincte de celle des jeux vidéo.